# Élection présidentielle américaine de 1968 en Alaska
L'élection présidentielle américaine de 1968 en Alaska a lieu le 5 novembre 1968 comme dans les 49 autres États qui composent les États-Unis ainsi que le district de Columbia. Les électeurs alaskains choisissent des grands électeurs pour les représenter dans le collège électoral à travers un vote populaire. L'Alaska possède en 1968 3 grands électeurs. L'État donne l'ensemble de ses grands électeurs au candidat du Parti républicain Richard Nixon, vice-président des États-Unis de 1953 à 1961. 
Le candidat vainqueur de ce scrutin dans tout le pays sera également Richard Nixon, qui occupera la présidence des États-Unis du 20 janvier 1969 à sa démission le 9 août 1974. 